# Jared Momanyi
Jared Nyambweke Momanyi (* 5. Mai 1990) ist ein kenianischer Sprinter, der sich auf den 400-Meter-Lauf spezialisiert hat.

## Sportliche Laufbahn
Erste internationale Erfahrungen sammelte Jared Momanyi im Jahr 2018, als er bei den Afrikameisterschaften in Asaba in 47,54 s den siebten Platz im 400-Meter-Lauf belegte und mit der kenianischen 4-mal-400-Meter-Staffel gemeinsam mit Aron Koech, Alphas Kishoyian und Emmanuel Korir mit neuem Meisterschaftsrekord von 3:00,92 min die Goldmedaille gewann. Bei den IAAF World Relays 2019 in Yokohama wurde er in 3:19,43 min Dritter in der Mixed-Staffel hinter den Teams aus den Vereinigten Staaten und Kanada und 2020 siegte er in 46,12 s beim erstmals ausgetragenen Kip Keino Classic in Nairobi. Bei den World Athletics Relays 2021 im polnischen Chorzów wurde er dann in der Mixed-Staffel im Vorlauf disqualifiziert.

## Persönliche Bestzeiten
- 400 Meter: 45,13 s, 23. Juni 2018 in Nairobi